# Eco e Narciso
Eco e Narciso é uma famosa pintura de John William Waterhouse. O óleo sobre tela, datado do início do século XX, faz parte da coleção vitoriana da Walker Art Gallery, situada na cidade de Liverpool, no Reino Unido.

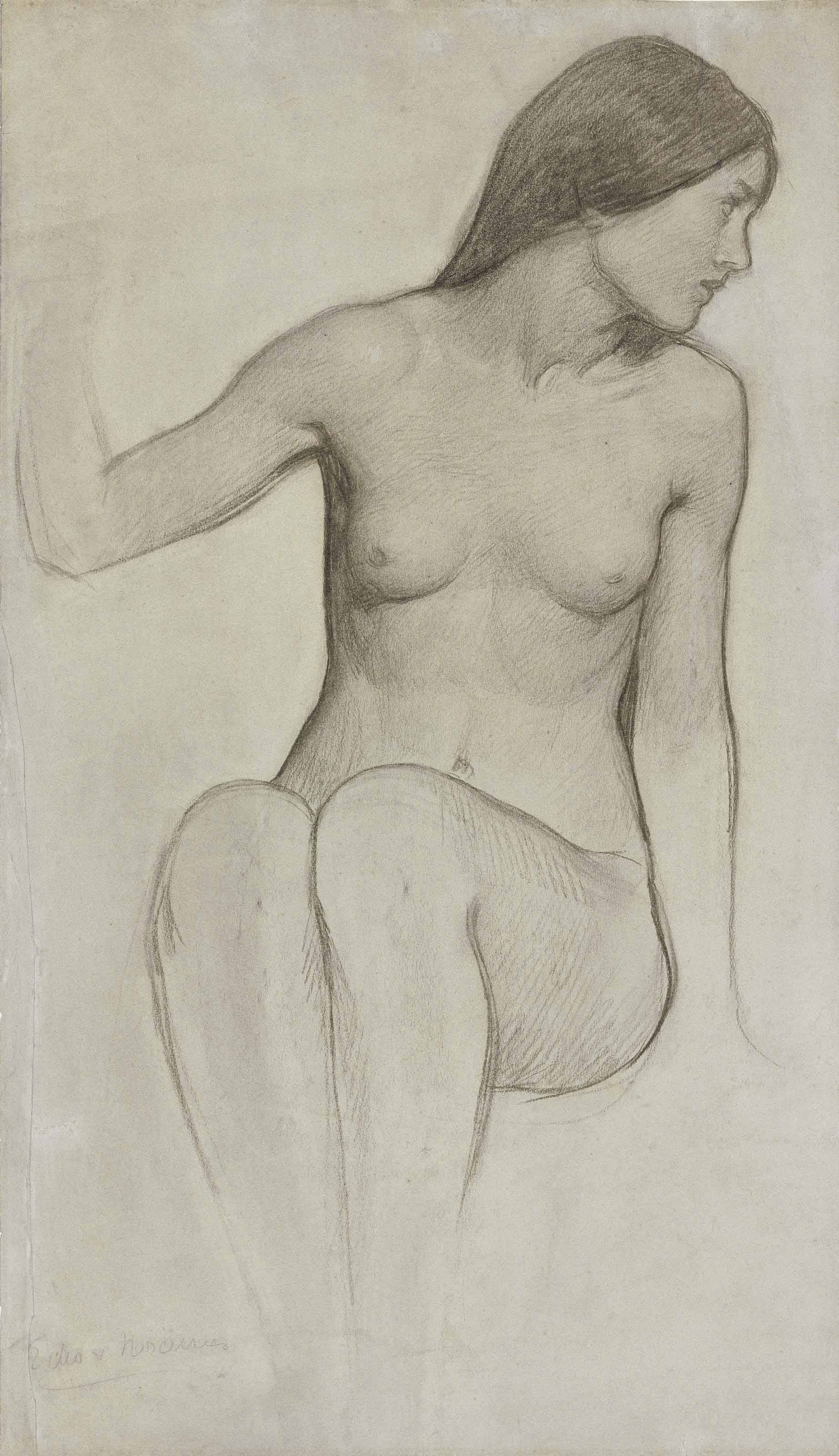
Estudo para Eco.

O quadro representa o episódio de Eco e Narciso do livro Metamorfoses, considerada a magnum opus do poeta latino Ovídio. No poema, é relatado que Eco é punida pela deusa Juno por sua conversa constante, e pela repetição das palavras dos outros. Enamorada de Narciso, o filho do deus rio Cefiso e a ninfa Liríope, ela tentou conquistar seu amor usando fragmentos de sua própria fala, mas ele rejeitou suas atenções. Por causa disso, é pedido que justiça seja feita e Narciso se apaixone por alguém que nunca possa possuir. Passando por um riacho, o belo jovem vislumbrou seu reflexo e ficou paralisado pela imagem encantadora. Acreditando que fosse a forma de uma ninfa, ele vaidosamente cortejou a miragem da água e foi desperdiçado por amor não correspondido. Ele foi transformado na flor que leva seu nome e Eco se desvaneceu até que nada além de sua voz permaneceu.
John William Waterhouse tratou o tema de Eco e Narciso na feitura deste quadro com particular cuidado e atenção ao texto da obra de  Ovídio, evidenciando conhecê-lo de perto e com esmero. 